# 海沉积物杆菌属
海沉积物杆菌属（学名：Marisediminitalea）是交替单胞菌科下的一个属。

## 下属物种
本属包括以下物种：
- 聚集海沉积物杆菌 Marisediminitalea aggregata (Wang et al. 2010) Zhang et al. 2020
- 红树林海沉积物杆菌 Marisediminitalea mangrovi Zhang et al. 2020